# غروفر (ويسكونسن)
غروفر (بالإنجليزية: Grover, Marinette County, Wisconsin)‏ هي بلدة تقع بولاية ويسكونسن في الولايات المتحدة. تبلغ مساحتها 189.9 (كم²)، وترتفع عن سطح البحر 210 م، بلغ عدد سكانها 1768 نسمة في عام 2010 حسب إحصاء مكتب تعداد الولايات المتحدة وتصل الكثافة السكانية فيها 9.1 نسمة/كم2.

## وصلات خارجية
- http://townofgroverwi.com
- The US50 - Cities and Towns in Wisconsin State
- Wisconsin Cities and Towns, Facts, Map, Flag, Colleges, Government, and More